# Road (film)
Road – indyjski film drogi, thriller z 2002 roku wyprodukowany przez Ram Gopal Varma i wyreżyserowany przez Rajat Mukherjee. W rolach głównych Vivek Oberoi, Manoj Bajpai i Antara Mali. Vivek Oberoi – Nagroda Screen Weekly za Najlepszy Debiut (razem z Company i Saathiya). Film opowiada historię dwojga zakochanych ludzi, którzy chcąc pobrać się wbrew woli ojca dziewczyny wyruszają z Delhi do Dżodhpuru w Radżastanie. Po drodze przez pustynię zabierają ze sobą obcego mężczyznę. Film mówi też o tym, jak ktoś obcy staje się bliski, nie przestając być wrogiem.

## Fabuła
Arvind (Vivek Oberoi) i Lakshmi (Antara Mali) są parą. Zaczepni, drażliwi, kłócący się o byle co. Potem godzący się ze sobą. Bardzo w sobie zakochani. Jej ojciec, oficer policji, nie znosi Arvinda. Nie wyobraża sobie, że mógłby on poślubić jego córkę i stać się dla niego synem. Dlatego młodzi nagle podejmują decyzję – wyjeżdżają z Delhi do Radżastanu. W Dżodhpurze zamierzają się pobrać. Droga przez pustynię to uszczęśliwiająca ich przygoda. Arvind prowadzi szybko. Na pustej drodze w środku pustyni zatrzymuje ich pewien mężczyzna. Kończy się radosne sam na sam młodych. Babu (Manoj Bajpai) to typ gawędziarza. Swobodny, szybko łamie granice. Bawi ich. Ale z czasem zaczyna drażnić. Pali w aucie, chociaż Lakshmi jest uczulona na dym. Bez ich zgody przełącza muzykę w radiu. Gdy jego żarty z ich związku stają się zbyt swobodne, rozgniewany Arvind każe Babu wysiąść z auta.

## Obsada
- Manoj Bajpai – Babu – nominacja do Nagrody Filmfare za Najlepszą Rolę Negatywną, nominacja do Nagrody Screen Weekly za Najlepszą Rolę Negatywną
- Vivek Oberoi – Arvind Chauhan – Nagroda Screen Weekly za Najlepszy Debiut
- Antara Mali – Lakshmi
- Sayaji Shinde – inspektor Singh
- Makrand Deshpande – Inderpal
- Rajpal Yadav – Bhanwar Singh
- Vijay Raaz – wieśniak na drodze
- Rajendranath Zutshi - Kishan bhai

## Piosenki
Autorem muzyki do piosenek – Sandesh Shandilya
- Makhmali Ye Badan
- Toofan Sa
- Khullam Khulla Pyar
- Raste Raste
- Pehli Nazar Mein
- Road Rage

## Nagrody i nominacje
1. Nagroda Screen Weekly za Najlepszy Debiut – Vivek Oberoi
2. nominacja do Nagrody Filmfare za Najlepszą Rolę Negatywną – Manoj Bajpai – wygrał z nim Ajay Devgan za Deewangee.
3. nominacja do Nagrody za Najlepszą Rolę Negatywną – Manoj Bajpai